# 香川県立善通寺第一高等学校
香川県立善通寺第一高等学校（かがわけんりつぜんつうじだいいちこうとうがっこう）は、香川県善通寺市文京町一丁目に所在する公立の高等学校。通称善一（ぜんいち）。

## 沿革
- 1906年6月15日 - 「私立静修裁縫女学校」として古市カネにより創立される。
- 1907年4月 - 「私立静修女学校」となる。
- 1911年3月 - 「私立善通寺実科高等女学校」となる。
- 1913年4月 - 校訓「真・善・美」を制定する
- 1920年2月 - 「私立善通寺高等女学校」となる。
- 1944年4月 - 香川県に移管され、「香川県立善通寺高等女学校」となる
- 1948年4月 - 学制改革により、「香川県立善通寺高等学校」となる。
- 1948年6月 - 「香川県立善通寺女子高等学校」と改称する。
- 1949年4月 - 高等学校再編成により、「香川県立善通寺第一高等学校」と改称し、高校三原則の趣旨の下で普通科と家政科を設置する総合制男女共学の高等学校となる。
- 1956年10月 - 創立50年周年記念式を挙行する。
- 1980年3月 - 家政科募集停止。
- 2005年11月12日 - 創立百周年記念式典挙行。
- 2007年4月1日 - 「香川県立善通寺西高等学校」と統合。「香川県立善通寺第一高等学校」として普通科に工業科・デザイン科をあわせた高等学校となる。なお、これに併せて香川県立善通寺西高等学校は募集停止となり2009年3月に閉校となった。
- 2009年4月1日 - 旧香川県立善通寺西高等学校の校舎は西キャンパスとしてデザイン科が数日/週使用するようになる。また、同キャンパスのグラウンドは西グラウンドとして陸上部等が使用するようになる。
- 2009年7月 - 第一体育館の場所にデザイン科専門棟建設のため第一体育館取壊。新建設地は敷地内のテニスコート跡地になる。取壊・建替工事実施中は、同館を使用していた部活動は西キャンパスの体育館を利用することになる。
- 2009年9月 - 第一体育館の取壊工事完了。新第一体育館の建設工事開始。これにより運動場の約50％が使用不可になる。
- 2009年9月 - 第一体育館跡地にデザイン棟建設工事開始。
- 2010年3月 - 西グラウンドにテニスコート(砂入り人工芝コート)の造成工事完成。
- 2010年5月 - 運動場が工事により使用できないため、本校では初めて香川県立丸亀競技場で運動会を実施。しかし天候不良により、競技実施予定が大幅に変更・中止された。
- 2010年6月 - 新体育館である北体育館｛愛称：楠葉（しょうよう）アリーナ｝が完成・及び高松ファイブアローズを招いて落成式典実施。
- 2012年11月 - デザイン棟(｢デザイン科棟｣ではない)、焼成炉棟竣工
- 2013年2月 - １号館改築工事竣工、渡り廊下（１号館　デザイン棟）改築工事竣工、自転車置き場竣工
- 2014年9月 - ２号館改築工事竣工

## 校歌
作曲は福島市の作曲家、古関裕而の作品。

## 学校行事
- 7月 - 中旬には野球部の応援をするため、香川県営野球場へ生徒が学年ごとに赴く。
- 9月 - 文化祭では各クラスがテーマに沿った作品を造ったり、クラス対抗歌合戦などが催されたりすることによって毎年白熱する。出店も多数ある。生徒会が主催するチャリティーバザーでは、通常収益金は学校の運営に充てられることが多いが、同校ではユニセフに全額寄付している。
- 年1回 - 希望者による中国姉妹校への交流事業も行われている。時期により訪問地の情勢悪化（災害・感染病）を理由に場所が変更・中止する場合もある。

## 生徒会活動・部活動など
- 生徒会
  - 主に学校行事（体育祭・球技大会・文化祭・生徒総会）の企画・運営を行っている。
  - 2学期には管弦楽部と合同で善通寺養護学校への交流会に参加する。
  - 学校自治組織でも特別な権限は有していない。
- 運動部
  - 卓球部（男）
  - 卓球部（女）
  - 柔道部（男） - インターハイ出場経験あり。
  - 柔道部（女）
  - バドミントン部（男） - インターハイ出場経験あり。
  - バドミントン部（女） - インターハイ　団体優勝5回
  - バスケットボール部（男）
    - インターハイ出場9回
    - 全国高等学校バスケットボール選抜優勝大会出場6回

  - バスケットボール部（女）
  - 野球部
  - バレーボール部（男）
  - バレーボール部（女）
  - 陸上競技部（男） - インターハイに出場。
  - ソフトテニス部（男）- インターハイに出場経験あり。　男女でオムニコート(砂入り人工芝コート)計４面のコートあり。
  - ソフトテニス部（女）- 四国大会に出場経験あり。
  - 剣道部（男）
  - 剣道部（女）
  - 山岳部（男） - インターハイ出場経験あり。
  - 山岳部（女） - インターハイ出場経験あり。
  - サッカー部
  - 水泳部（男） - インターハイ出場経験あり。
  - 水泳部（女） - インターハイ出場経験あり。
  - 空手 - インターハイ出場経験あり。
- 文化部
  - 写真部
  - 演劇部
  - ESS部
  - 新聞部
  - 文芸部
  - 書道部
  - 美術部
  - 歴史部
  - 茶道部
  - 手芸部
  - 管弦楽部 - 夏の定期演奏会など。
  - 放送部
  - 調理部
  - 情報技術部
  - 漫画研究部
  - 陶芸部

## 著名な出身者
- 天久聖一（漫画家、小説家、劇作家、アニメーター、Youtuber）
- 山下芳生（参議院議員）
- 内藤正久（元伊藤忠商事副会長、元通商産業省産業政策局長）
- 結城貢（料理研究家）
- 中山ダイスケ（現代美術家、デザイナー、舞台美術家、アートディレクター）
- 丸岡茂樹（バスケットボール選手・指導者）
- 山崎哲男（バスケットボール選手）
- 寺嶋裕二（漫画家）
- 和納勉（クイック創業者・元代表取締役社長兼グループCEO、実業家）
- 谷本俊介 (フットサル指導者)
- ポエム (株式会社FUKE 専務)

## 文献
- 香川県立善通寺第一高等学校学校百周年記念誌